# Bit
Bit (z anglického binary digit – dvojková číslice; angl. bit = drobek, kousek, trocha) je základní a současně nejmenší jednotkou dat, používanou především v číslicové a výpočetní technice a v teorii informace, kde je označován i jako shannon (symbol Sh). Značí se malým písmenem b, např. 16 b, ale současně se může také objevit i označení bit, např. 16 bit. Bit může nabývat pouze jednu ze dvou hodnot, nejběžnější znázornění těchto hodnot jsou 0 a 1.
Obě hodnoty mohou také být interpretovány jako logické hodnoty (true / false, ano / ne), algebraické znaky (+ / −), stavy aktivace (zapnuto / vypnuto), nebo jakýkoli jiný dvouhodnotový atribut.

## Bit v praxi
Bit se v praxi nejčastěji objevuje jako základní a nejmenší jednotka kapacity paměti, tzn. jednotka množství informace, která může být v jednom okamžiku v paměti uložena. Pokud kapacitu podělíme časem, získáme přenosovou rychlost, jejíž jednotkou je tedy bit za sekundu (bit/s, podle angličtiny někdy označován bps – bit per second). Např. modem s přenosovou rychlostí 56 kbit/s je schopen každou sekundu přenést 56 kilobitů dat.
Skupina 8 bitů se nazývá bajt (byte). Při práci s většími čísly se používají:
- předpony soustavy SI, např. kilobit (kb) = 103 bitů = 1000 bitů, megabit (Mb) = 106 bitů
- binární předpony, např. kibibit (Kib) = 210 bitů = 1024 bitů, mebibit (Mib) = 220 bitů

Někdy se však vzhledem k historickým okolnostem využívají předpony SI pro binární hodnoty (1kb = 1024 bitů).

### Bit vs. byte
Zatímco poskytovatelé připojení používají k vyjádření přenosové rychlosti většinou násobků jednotek bit/s (např. Mb/s), většina uživatelských programů (např. webové prohlížeče) ukazují rychlosti v jednotkách odvozených od byte (např. MB/s), ve které se udávají i velikosti souborů. Dochází tak ke zmatení, kdy si lidé myslí, že např. při rychlosti připojení 1 Mb/s stáhnou za 1s soubor o velikosti 1 MB, přitom ke stažení takového souboru za sekundu by ve skutečnosti potřebovali připojení 8 Mb/s (1 bit = 1/8 byte). Může též dojít k špatnému posouzení konkurenčních nabídek – poskytovatel rychlosti 20 Mb/s poskytuje nižší rychlost než poskytovatel rychlosti 3 MB/s (což je 24 Mb/s).

## Zlomky bitů
Bit je nejmenším množstvím informace pouze ve smyslu nejmenší samostatně existující množství informace. Například pro záznam jedné desítkové číslice, neboli čísla v rozsahu 0 až 9 (tj. deseti logických stavů) potřebujeme 4 bity (BCD kód), avšak do 4 bitů lze zaznamenat až 16 logických stavů. Použijeme-li aritmetické kódování, pak pro záznam n desítkových číslic potřebujeme 10n logických stavů, které lze reprezentovat pomocí čísla, jež má více než n/log102 bitů. Pak můžeme říci, že informační hodnota jedné desítkové číslice je 3,321928... bitů.
Nediskrétní hodnota informace také souvisí s teorií informace, konkrétně s Shannonovou informační entropií.